# آلبر ابوسه
آلبر ابوسه بوجونگو (به فرانسوی: Albert Ebossé Bodjongo) (زاده ۶ اکتبر ۱۹۸۹ – درگذشته ۲۳ اوت ۲۰۱۴) بازیکن فوتبال کامرونی بود که برای باشگاه فوتبال شبیبه القبائل در لیگ حرفه‌ای الجزایر بازی می‌کرد.
او در روز ۲۳ اوت ۲۰۱۴ با برخورد سنگی که از طرف یکی از هواداران به سوی او پرتاب شد درگذشت.